# Пошук на перехресті часів
Пошук на перехресті часів (англ. Quest Crosstime) — науково-фантастичний роман американської письменниці Андре Нортон, вперше опублікований 1965 року.
Історія проводить героя через кілька версій Землі, якою вона могла б бути, якби історія пішла інакше.

## Зміст
Під час відвідування версії Землі, на якій життя ніколи не виникало, Марва Роган зникла. Її сестра Марфі впевнена, що вона все ще жива, але так само впевнена, що її більше немає на цій шкалі часу. Блейк Вокер, під час своєї першої соло місії як хранителя, підбирає Марфі, щоб відвезти її назад до Врума, однак через диверсію на шатлі вони потрапляють у невідому версію Землі. Їх знаходять і повертають на Врум.
Ґрунтуючись на підказках, знайдених в особистих речах Марви, Ком Варлт вирішує відправити пошукову групу у світ, у якому Нація Нової Британії та Імперія Тольтеків межують по ріці Міссісіпі. Варлт, Вокер, Марфі, Пейг Ло Сіге та кілька інших агентів маскуються під команду ліцензованих торговців і прямують до торгового міста Ксоматль.
Марфі знаходить Марву в маєтку другорядного лорда, і вона, Вокер і Ло Сідж витягують Марву з цього маєтку, виносячи її, оповиту виноградною лозою, вкритою ароматними квітами, з маєтку під час церемонії, на якій очікується, що гості пограбують і знищать квітковий сад маєтку. Людина, яка керує фургоном для втечі, відвозить їх чотирьох до ізольованого будинку, де вони непритомніють. Коли вони прокидаються, то виявляють, що їх забрали на мертву Землю і покинули вмирати від голоду.
Використовуючи компоненти, врятовані зі зруйнованої системи зв’язку, Ло Сідж створює пристрій, який посилюватиме телепатичні сигнали, які він і близнюки Роган передають, і, як він сподівається, надсилатиме їх на альтернативні часові доріжки. Пристрою вдається досягти рятівника, який доставляє їх чотирьох у світ, куди інші охоронці прибули зі своїми шатлами, щоб уникнути захоплення силами, вірними Сауру То'Кекропсу, потенційному диктатору Врума.
Коли припаси закінчуються, Вокер їде до Врума сам, нібито щоб приєднатися до То'Кекропса. Він пропонує очолити команду захоплення, щоб забрати Ерка Рогана, найнебезпечнішого ворога То'Кекропса. Повернувшись у світ-притулок, Вокер зраджує людей То'Кекропса і веде свою команду назад до Врума, щоб протистояти То'Кекропсу, павуку в центрі мережі зради. За допомогою потужнішого телединамічного підсилювача Ло Сіге, Ерк Роган, його доньки та інший охоронець протистоять То'Кекропсу та нейтралізують його. Все, що залишилося зробити, це знову зібрати систему міжчасової торгівлі.

## Персонажі
- Блейк Вокер: Батьки не відомі. Його знайшли покинутим у провулку у віці двох років. Підростаючи, він виявив, що певні передчуття небезпеки завжди збуваються. Забраний з Землі до Вруму.
- Ком Варлт — головний хранитель, керівник групи.
- СПейг Ло Сіг — хранитель, член команди Варлта.
- Ерк Роган — член Сотні, правлячої ради Врума, яка контролює всі подорожі в часі.
- Марфі та Марва Роган — доньки-близнюки Ерка Рогана. Вони телепати з глибоким зв'язком одне з одним.
- Саур То'Кекропс — член Сотні, стереотипний соціопат, який хоче правити світом, хоче замінити Корпус Перехрестя Часу власною групою, яка займатиметься піратством.